# Astalotermes
Astalotermes es un género de termitas isópteras perteneciente a la familia Termitidae.

## Especies
Astalotermes contiene las siguientes especies:
1. Astalotermes acholus
2. Astalotermes aganus
3. Astalotermes amicus
4. Astalotermes benignus
5. Astalotermes brevior
6. Astalotermes comis
7. Astalotermes concilians
8. Astalotermes empodius
9. Astalotermes eumenus
10. Astalotermes hapalus
11. Astalotermes ignavus
12. Astalotermes impedians
13. Astalotermes irrixosus
14. Astalotermes mitis
15. Astalotermes murcus
16. Astalotermes obstructus
17. Astalotermes quietus